# Alfons Sack
Alfons Gustav Sack (* 7. August 1887 in Wiesbaden; † 31. März 1945 in Brandenburg an der Havel) war ein deutscher Rechtsanwalt. Sack stand im Weimarer Staat der politischen Rechten nah. Er war ein bekannter Verteidiger von Rechtsradikalen in Fememordprozessen in den 1920er Jahren. Auch die Nazis wurden seine Auftraggeber. So verteidigte er mit anderen Joseph Goebbels in Prozessen wegen dessen antidemokratischer und antisemitischer Aktionen in den späten 1920er Jahren. Sack wirkte auch als einer von mehreren Verteidigern im  Ulmer Reichswehrprozess von 1930 mit. 1933 wurde er vor allem bekannt als Verteidiger von Ernst Torgler im Reichstagsbrandprozess.

## Leben

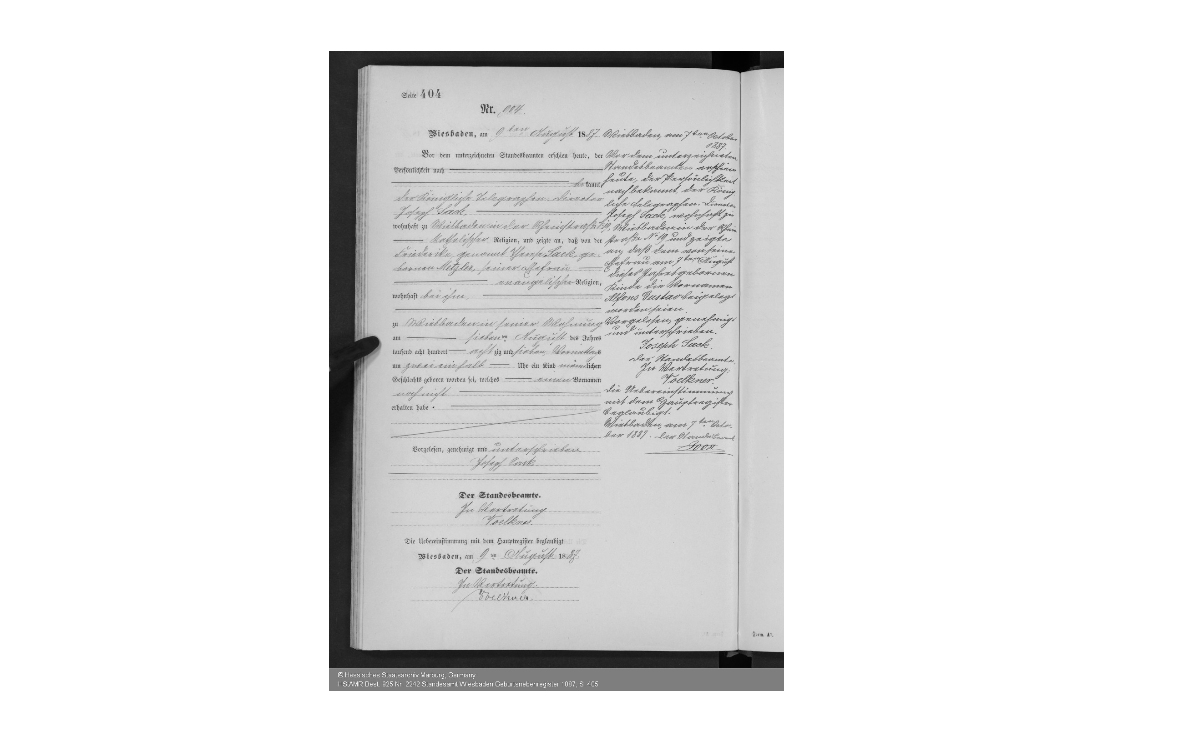
Geburtsurkunde von Alfons Sack.

### Frühes Leben
Nach dem Schulbesuch studierte Sack Rechtswissenschaft. Er war Mitglied der schlagenden Studentenverbindung Corps Normannia in Berlin.
1920 wurde er in Würzburg mit einer strafrechtlichen Dissertation bei Friedrich Oetker zum Dr. jur. promoviert.

### Weimarer Republik
Seit etwa 1921 praktizierte Sack als Rechtsanwalt und Strafverteidiger. Politisch war Sack konservativ-national eingestellt und während der Weimarer Zeit eingeschriebenes Mitglied der Deutschnationalen Volkspartei.
Als Strafverteidiger verteidigte Sack in den 1920er Jahren häufig Personen mit rechtsradikaler Gesinnung, denen politisch motivierte Vergehen zur Last gelegt wurden. Insbesondere rechtsradikale Aktivisten, denen Delikte wie gewaltsame Ausschreitungen und Geheimbündelei vorgeworfen wurden, sowie rechtsgesinnte politische Attentäter gehörten zu seinen Klienten. Größeres Aufsehen zog Sack erstmals auf sich, als er Mitte der 1920er Jahre als Verteidiger an einer Reihe von vielbeachteten Prozessen gegen Attentäter aus Kreisen der sogenannten Schwarzen Reichswehr teilnahm. Besonders exponiert war dabei der Prozess gegen die Mörder des Reichsaußenministers Walther Rathenau (Rathenau-Prozess). In diesem übernahm Sack gemeinsam mit Willy Hahn und Walter Luetgebrune die Verteidigung der Gebrüder Techow.
In den späteren 1920er Jahren und frühen 1930er Jahren verlegte Sack den Schwerpunkt seiner Arbeit darauf, Angehörige der völkischen Bewegung, insbesondere der NSDAP, vor Gericht zu vertreten, denen staatsfeindliche Aktivitäten oder Gewalttaten zur Last gelegt wurden. Besonders bekannte Gerichts-Prozesse, an denen er in diesen Jahren als Verteidiger mitwirkte, waren:
- Der Ulmer Reichswehrprozess vom September 1930. In diesem Prozess trat Sack gemeinsam mit Hans Frank als Verteidiger von drei jungen Reichswehroffizieren auf, die wegen Hochverrats angeklagt wurden, nachdem sie in der Reichswehr Propaganda für den Nationalsozialismus betrieben hatten.
- Der Prozess wegen des Mordes von Potempa vor dem Schnellgericht in Beuthen im August 1932. Bei der dem Prozess zugrunde liegenden Tat war das Opfer, der Arbeiter Konrad Pietrzuch, in Gegenwart seines Bruders und seiner Mutter durch einen Trupp SA-Leute in der gemeinsamen Wohnung der Familie umgebracht worden. Angeklagt war eine Reihe von Angehörigen der SA und kleinerer rechter Organisationen, denen die grausame Tötung Pietrzuchs zur Last gelegt wurde.

### NS-Zeit
Der wahrscheinlich bekannteste Prozess, an dem Sack als Verteidiger teilnahm, war der Reichstagsbrandprozess, der im Herbst 1933 vor dem Reichsgericht in Leipzig verhandelt wurde. In diesem übernahm Sack die Verteidigung des früheren kommunistischen Reichstagsabgeordneten Ernst Torgler, dem die Anklage unterstellte, einer der Anstifter bzw. hintergründigen Organisatoren des Brandes im Reichstagsgebäude am 27. Februar 1933 gewesen zu sein. Der Prozess endete mit einem Freispruch von Sacks Mandanten Torgler und drei weiteren Angeklagten, während der fünfte Angeklagte, Marinus van der Lubbe, der als einziger direkter Tatteilnehmer im brennenden Reichstag angetroffen worden war, für schuldig befunden und zum Tode verurteilt wurde.
Bereits wenige Wochen nach Ende des Prozesses veröffentlichte Sack im Frühjahr 1934 das Buch Der Reichstagsbrand-Prozess. In diesem Buch wurde der Reichstagsbrandprozess als Ergebnis rechtsstaatlichen Wirkens der NS-Justiz hingestellt. Es ging Sack mit diesem Werk insbesondere darum, nachzuweisen, dass Vermutungen unzutreffend seien, dass die Nationalsozialisten selbst in den Brand verwickelt gewesen seien. Insbesondere setzte Sack sich in diesem Buch mit der Kritik der deutschen Emigranten an dem Prozess des Vorjahres, wie sie sich beispielsweise im Braunbuch und im parallel zum Reichstagsbrandprozess von Emigranten in London abgehaltenen Gegenprozess manifestiert hatte, auseinander und wies diese zurück.
Am 30. Juni 1934 wurde Sack während der Röhm-Affäre von der Gestapo in Haft genommen und war danach einen Monat lang im Geheimen Staatspolizeiamt und im KZ Columbia-Haus inhaftiert, bis er wieder auf freien Fuß gesetzt wurde. In der Zwischenzeit hatte die Gestapo sein Büro und seine Privatwohnung durchsucht. Die gegen Sack erhobenen Vorwürfe, er habe Vermögenswerte des ermordeten SA-Gruppenführers Karl Ernst beiseitegeschafft, erwiesen sich als haltlos.
Während des Zweiten Weltkriegs war Sack als Vertreter der Anklage (Reichsanwalt) beim Volksgerichtshof in Brandenburg an der Havel tätig.
Sack starb kurz vor Kriegsende zusammen mit seiner Ehefrau bei einem Bomberangriff auf Brandenburg an der Havel am 31. März 1945.

## Persönlichkeit
Der Journalist Edmund Demaitre, der Gelegenheit hatte, Sack im Gerichtssaal zu beobachten, beschrieb diesen später als einen „großen Mann mit einer tönenden Stimme, wie sie zu einem berühmten Prozessanwalt passte“. Stefan König hat ihn als einen Mann charakterisiert, dessen Verhältnis zum Nationalsozialismus unpolitisch gewesen sei, an politischen Fragen fehlte ihm jedes Interesse. Seine Mitarbeiter hielten ihn in politischer Hinsicht für völlig „instinktlos“. Es sei Sack, so König, vor allem um öffentliche Reputation gegangen, wobei er es meisterlich verstanden habe, sich im Gerichtssaal und in der Öffentlichkeit zu inszenieren.

## Ehe und Familie
Sack heiratete am 28. November 1936 in Berlin Gertrud Wilhelmine Schieferstein (* 20. Oktober 1911 in Wien; † 31. März 1945 in Brandenburg an der Havel).

## Werke
- Der Strafverteidiger. v. Decker, Berlin 1943.
- Gold- und Valutaklausel in deutscher und niederländischer Gerichtspraxis. C. H. Beck, 1937.
- Der Strafverteidiger und der neue Staat. Westkreuz-Druckerei, Berlin-Lichtenrade 1935.
- Der Reichstagsbrand-Prozess. Ullstein, Berlin 1934. Mit einem Vorwort des NS-Anwaltes Friedrich Grimm. (Eine quasi staatliche Veröffentlichung.)
- Die Erpressung und ihre Reformen im deutschen, österreichischen, schweizerischen und nordischen Strafrecht. Zugleich ein Beitrag zu ihrer Entwicklung in der ältesten Zeit und im Mittelalter. Würzburg, Univ., ms. Diss., 1920.
- Der Allgemeine Deutsche Waffenring: ADW. Was ist er? Was will er? Was bezweckt er? Aufklärungsschr. zur Anregg. korporierter student. Kreise v. O. Korpshaus Normannia, Berlin 1919.